# Theridion liaoyuanense
Theridion liaoyuanense är en spindelart som först beskrevs av Zhu och Yu 1982.  Theridion liaoyuanense ingår i släktet Theridion och familjen klotspindlar. Inga underarter finns listade i Catalogue of Life.